# Лазарев, Александр Иванович (физик)
Александр Иванович Лазарев (1923—1993) — советский учёный в области оптических исследований в пилотируемой космонавтики.

## Биография
С 3 августа 1941 по 1947 год служил в армии. Участник Великой Отечественной войны (Ленинградский фронт). Дважды был ранен.
После демобилизации окончил Ленинградский институт точной механики и оптики (ЛИТМО) (1952, инженерно-физический факультет) и аспирантуру (1955), работал там же ассистентом (1955—1956) и доцентом (1956—1958).
С 1949 года работал в Государственном оптическом институте (ГОИ) (до 1958 года по совместительству):
- 1949—1952 — младший научный сотрудник;
- 1956—1961 — старший научный сотрудник;
- 1961—1989 — начальник лаборатории (1961—1989);
- 1967—1987 — начальник отдела;
- с 1989 года — главный научный сотрудник-консультант.

Доктор технических наук (1967; кандидат наук — 1955), профессор (1974).
Соавтор научного открытия «Явление вертикально-лучевой структуры (горизонтальной неоднородности) дневного излучения верхней атмосферы Земли»(1971).
Автор (соавтор) более 300 публикаций, в том числе 12 монографий, посвященных исследованиям различных явлений природы (полярных сияний, серебристых облаков и т. д.) с пилотируемых космических кораблей.
Монографии:
- Исследование Земли с пилотируемых космических кораблей / А. И. Лазарев, В. В. Коваленок, С. В. Авакян. — Л. : Гидрометеоиздат, 1987. — 399 с. : ил.; 21 см; ISBN (В пер.)
- Визуально-инструментальные наблюдения с «Салюта-6» / А. И. Лазарев, В. В. Коваленок, В. П. Савиных. — Л. : Гидрометеоиздат, 1983. — 136 с. : ил., 4 л. ил.; 20 см.
- Оптические исследования в космосе [Текст] / А. И. Лазарев, А. Г. Николаев, Е. В. Хрунов. — Ленинград : Гидрометеоиздат, 1979. — 255 с. : ил.; 21 см.
- Наблюдение Земли из космоса: Орбит. станция «Мир», март-авг. 1992 г. / В. Г. Бондур, А. Ю. Калери, А. И. Лазарев. — СПб. : Гидрометеоиздат, 1997. — 91,[2] с., [12] л. ил. : ил., карты; 20 см; ISBN 5-286-01173-X
- Атмосфера Земли с «Салюта-6» / А. И. Лазарев, В. В. Коваленок, А. С. Иванченков, С. В. Авакян. — Л. : Гидрометеоиздат, 1981. — 207 с. : ил., 4 л. ил.; 22 см; ISBN В пер.

## Звания и награды
Награждён орденами Октябрьской Революции (1971), Отечественной войны I и II степени (1946,1985), Красной Звезды (1943), двумя орденами Трудового Красного Знамени (1975, 1982), медалью С. П. Королева, двумя медалями Ю. А. Гагарина, медалью «За оборону Ленинграда».